# Căluş
Căluş (izgovor: kaluš) je ritualni akrobacijski ples koji je kulturna baština Vlaha u Bugarskoj i Srbiji, ali je najpoznatiji u rumunjskoj povijesnoj pokrajini Olteniji. Iako je prvi put glazbeno dokumentiran u glazbenim zapisima Ioana Căianua u 17. stoljeću, vjeruje se kako je mnogo stariji i potječe od drevnih rituala vezanih za pročišćenje i plodnost gdje je rabljen simbol konja kao utjelovljenje sunca.
Naziv mu potječe od rumunjskog naziva drvenog dijela konjskih uzdi koji sprječava govor, căluş, što se potvrđuje samim plesom skupine u kojoj postoji nijemi član (nebun, tj. „luda”), te ples zahtjeva ritualno nijemo promatranje. Sam ritual căluş se sastoji od niza igara, skečeva, pjesama i plesova, koje izvode kalušari (căluşari) uz pratnju violina i harmonika. Mladići su tijekom căluşa pristupali inicijacijskom ritualu koji vodi majstor (vataf) koji je naslijedio znanja magičnih napjeva (descântece) i plesnih koraka od svojih prethodnika. Skupine kalušara sa šarenim šeširima, čipkastim bijelim košuljama i hlačama, ukrašene zvončićima, izvode komplicirane plesove u kojima se kombiniraju lupanje nogama o tlo, pete o petu, te razni skokovi i mahanje nogama. Američki povjesničar rumunjskog podrijetla, Mircea Eliade, je zabilježio kako su kalušari bili poznati po svojim vještinama da stvore dojam leta kroz zrak, što je on povezivao s konjskim galopom ili plesom vila (rumunjski: zine). Upravo zbog svoje povezanosti s vilama, vjerovalo se kako su kalušari obdareni magičnim moćima ozdravljenja, te bi tijekom dva tjedna (od oko tri tjedna poslije Uskrsa do blagdana Duhova) obilazili od kuće do kuće, obećavajući zdravlje i blagostanje ukućanima. 
Tijekom rituala kalušari bi nosili palice i mač, te zastavu i drvenu konjsku glavu. Căluş bi uvijek započinjali prisegom iznad zastave skupine, u kojoj bi istaknuli obećanje kako će sljedećih devet dana ostati čedni. Iako bi prisega bila upućena Bogu, ovaj mitsko-religijski ritual nema ništa s kršćanstvom i tijekom 19. stoljeća je Căluş često bio zabranjivan, a kalušarima se znala zabraniti pričest po tri godine. Po povratku kući, zastava je učvršćivana u tlo i jedan kalušar bi se popeo na nju uzvikujući: »Rat, najdraži, rat!«, što ga dovodi u svezu s obožavanjem Marsa, boga rata, čiji se svećenik na latinskom zvao Coli-Salii.
Do današnjeg dana kalušari se sastaju na blagdan Duhova kako bi proslavili svoje junaštvo plesom i glazbom. Također, svjedočeći o bogatoj raznolikosti narodne baštine Rumunjske, căluş se naširoko promovira na folklornim festivalima kao što je Caracal u županiji Olt, gdje je postao istinskim nacionalnim simbolom. Zbog toga je căluş upisan na UNESCO-ov popis nematerijalne svjetske baštine u Europi 2008. godine.

## Vanjske poveznice
- UNESCO video primjer na Youtube